# ВОГ-25

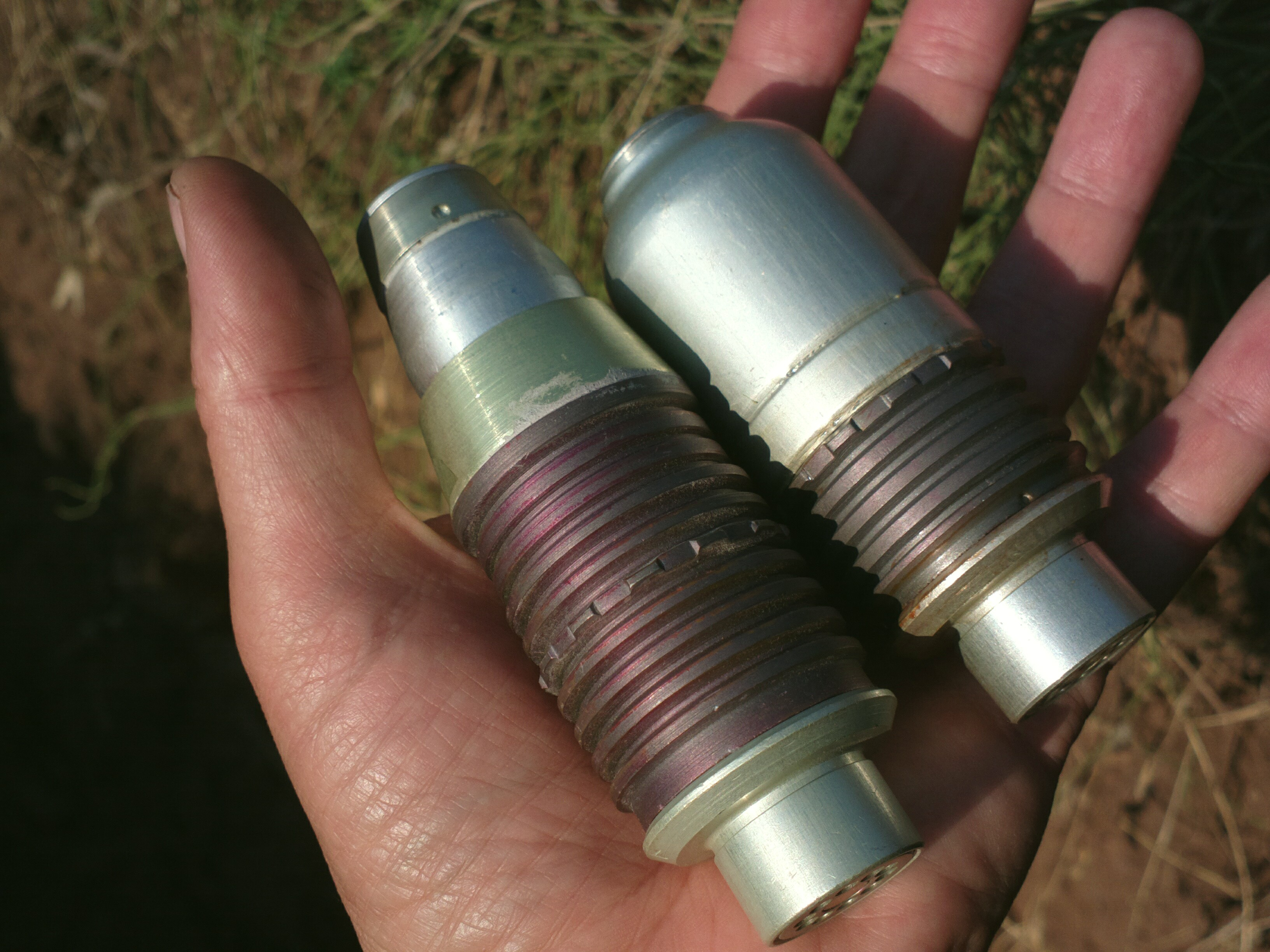
Справа – ВОГ-25, слева – ВОГ-25П

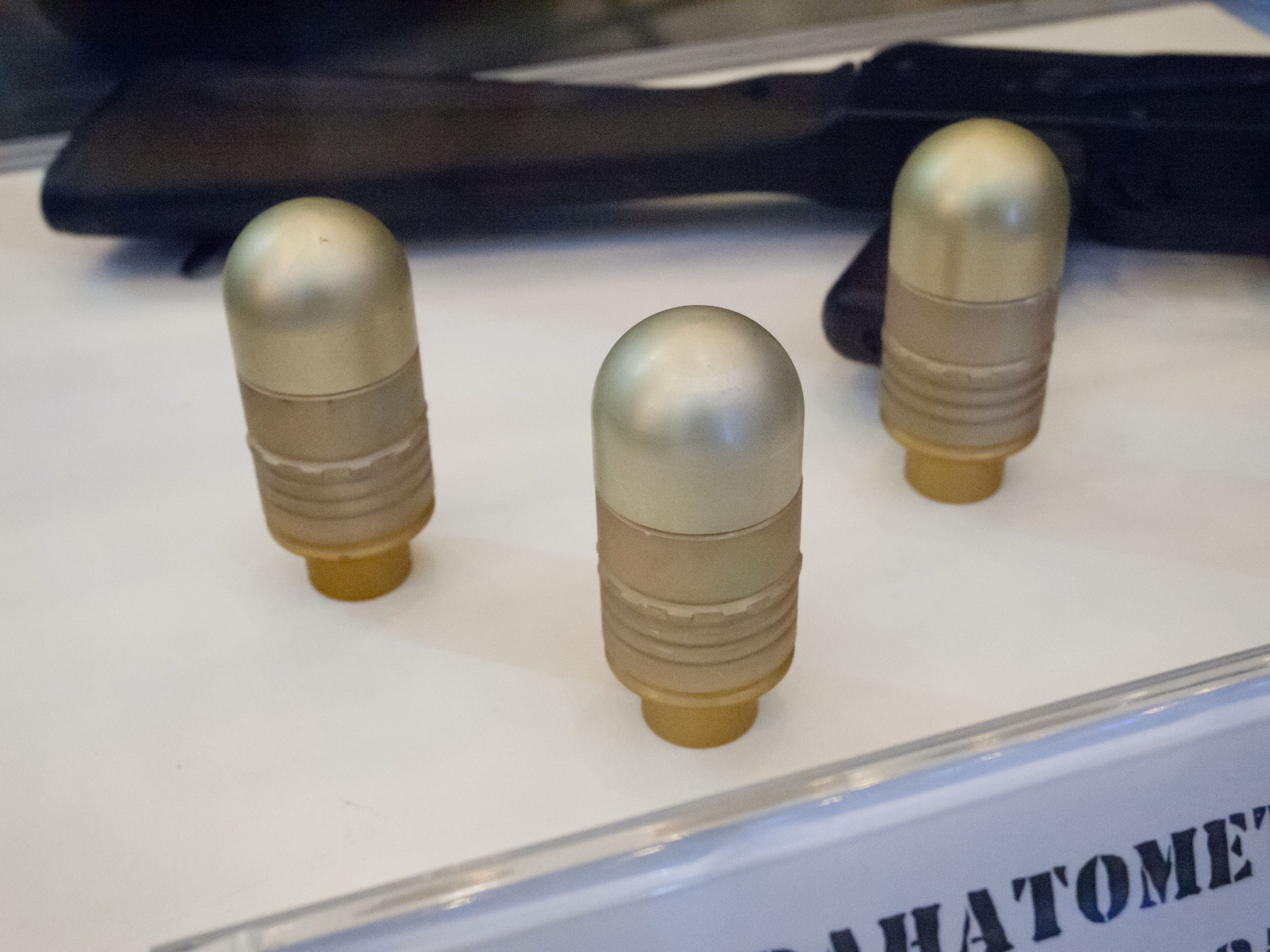
ВОГ-25В

Выстрел осколочный гранатомётный ВОГ-25 (Индекс ГРАУ — 7П17) — осколочный боеприпас для гранатомётов ГП-25 «Костёр», ГП-30 «Обувка», ГП-34, РГ-6 «Гном», РГМ-40 «Кастет» и объединяющий в себе гранату и метательный заряд в гильзе. Граната дульнозарядная, то есть подаётся в ствол через дульный срез.

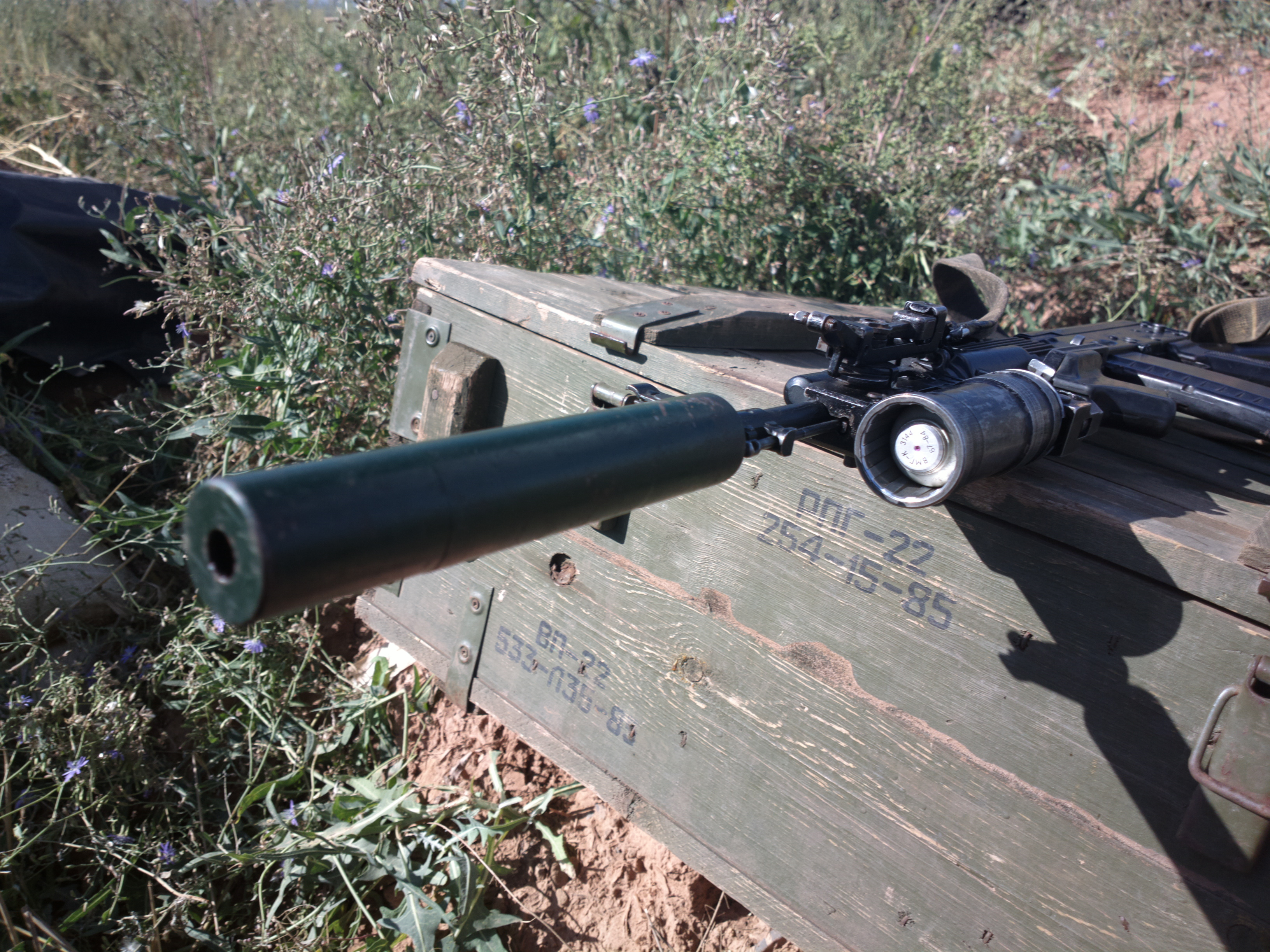
40-мм выстрел ВОГ-25 в подствольном гранатомёте

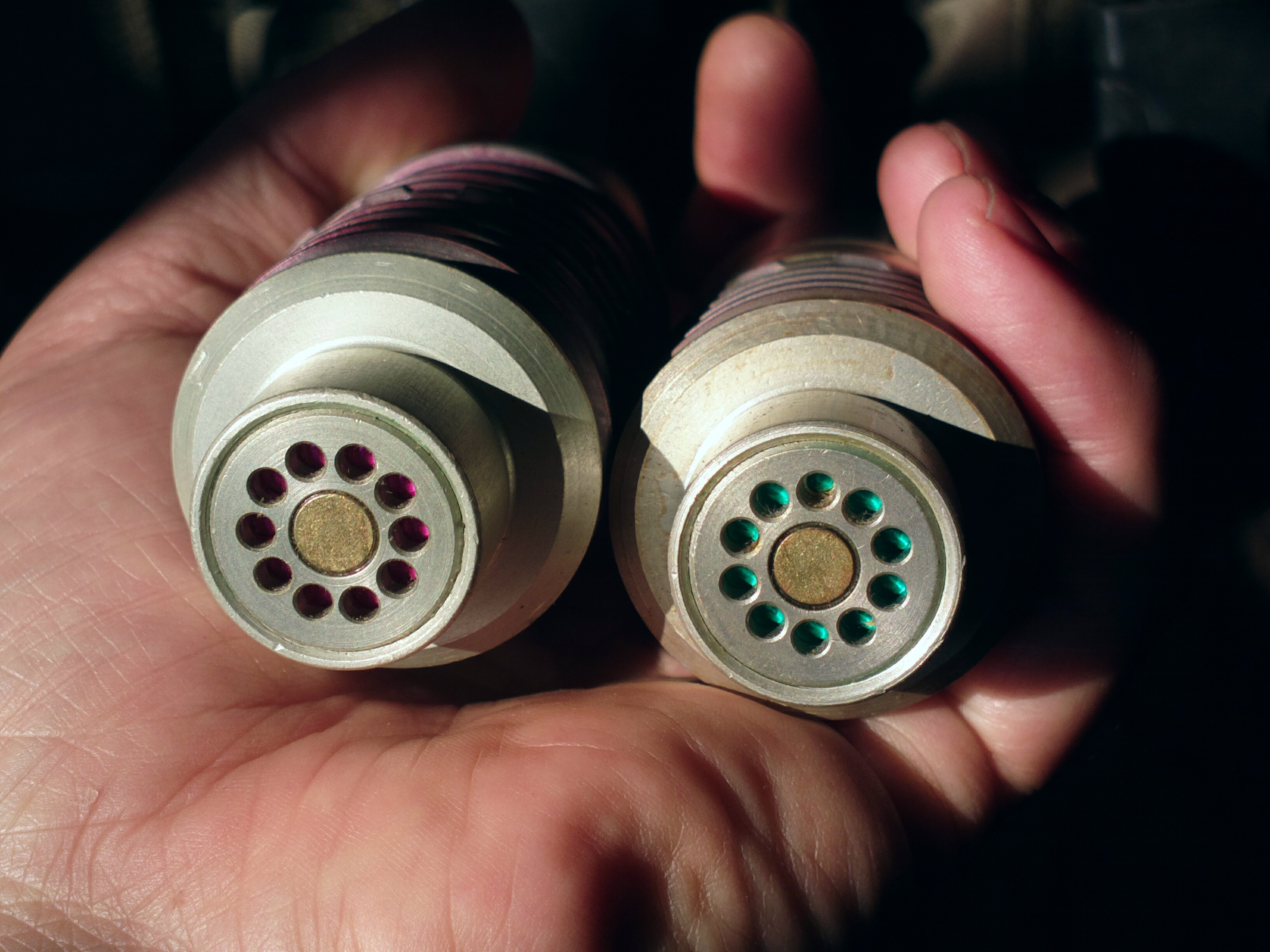
Донный торец выстрелов с вышибным зарядом и капсюлем-воспламенителем

Снаружи корпуса имеются готовые нарезы, придающие гранате вращательное движение во время движения по каналу ствола. Выстрел выполнен по «безгильзовой» схеме, метательный заряд из пироксилинового пороха П-200 вместе со средством воспламенения располагается в донной части корпуса гранаты. Такая схема позволила упростить конструкцию гранатомёта, повысить надёжность и боевую скорострельность. Внутри корпуса (между зарядом ВВ и корпусом) находится сетка из картона. Она служит для рационального дробления корпуса на осколки, что приводит к увеличению осколочного действия.

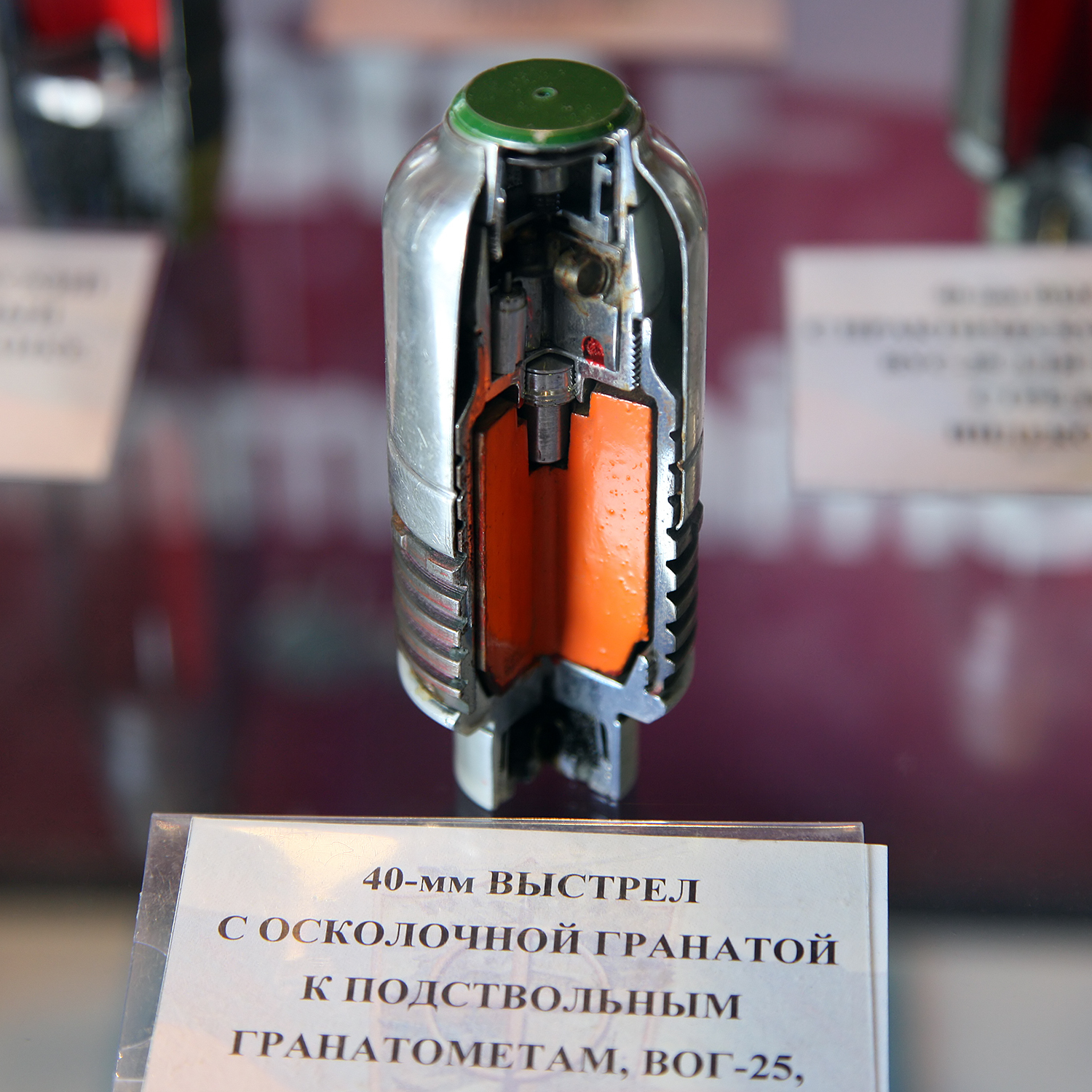
Макет ВОГ-25 в разрезе

Взрыватель гранаты ВМГ-К является головным, ударным, мгновенного и инерционного действия, полупредохранительного типа с пиротехническим дальним взведением и самоликвидатором. Не позволяет использовать гранату на малых дистанциях и в помещениях, так как взводится после выстрела на дистанции 10—20 м от стрелка. Механические взрыватели для ВОГ-25 и модификаций были разработаны Научно-исследовательским технологическим институтом в Балашихе.

## Сравнение с американским аналогом
В 1978 году были проведены сравнительные испытания гранатомёта ГП-25 с выстрелом ВОГ-25 и 40-мм подствольного гранатомёта M203, установленного на винтовке M16А1, с выстрелом M-406. Испытания показали значительное преимущество советского гранатомёта и выстрела к нему перед аналогичной системой производства США. Выстрелы ВОГ-25 и M-406 сравнивались стрельбой по местности, где располагалась мишенная обстановка, имитирующая открыто расположенную живую силу (лежащие ростовые мишени). При этих испытаниях было выявлено, что частота поражения мишеней на тактическом поле от разрыва гранаты выстрела ВОГ-25 в 3–4 раза выше, чем от разрыва осколочной гранаты выстрела M-406..

## ТТХ
- Калибр: 40 мм;
- Тип оружия: ГП-25 «Костёр», ГП-30 «Обувка», ГП-34, РГ-6, РГМ-40 «Кастет»;
- Начальная скорость гранаты: 76 м/с;
- Масса гранаты: 250 г;
- Масса ВВ: 48 г;
- Длина: 103 мм;
- Время самоликвидации гранаты: не менее 14 секунд;
- Взрывчатое вещество: А-IX-1 (95% гексоген, 5% флегматизаторы).

## Модификации

### ВОГ-25ИН
Индекс ГРАУ — 7П17И. Практический выстрел с гранатой в инертном снаряжении, применяется для тренировок и обучения стрельбе, а также приведения ГП-25 к нормальному бою и проверке боя.

### ВУС-25
ВУС-25 (индекс 7П44У) — учебная граната, применяется для тренировок и обучения.

### ВОГ-25П
Индекс ГРАУ — 7П24, шифр «Подкидыш». Выстрел с «подпрыгивающей» осколочной гранатой, оснащённый взрывателем ВГМ-П с вышибным зарядом и пиротехническим замедлителем. Принят на вооружение в 1979 году.
При попадании в преграду выстрел подскакивает и взрывается в воздухе на высоте около 1,5 метров. В сравнении с ВОГ-25, «подпрыгивающий» боеприпас позволяет эффективнее поражать лежащего и находящегося в траншее или окопе противника.
Описание:
- Калибр: 40 мм;
- Начальная скорость: 76 м/с;
- Масса: 275 г;
- Масса ВВ: 42 г;
- Взрывчатое вещество: А-IX-1 (95% гексоген, 5% флегматизаторы);
- Длина: 125 мм;
- Дистанция взведения: 10—40 м;
- Время самоликвидации: не менее 14 с;
- Средняя высота разрыва: 75 см.

### «Гвоздь»
40-мм выстрел «Гвоздь» с газовой гранатой — предназначен для создания газового облака с непереносимо-допустимой концентрацией ирританта (раздражающего вещества) CS. Состоит на вооружении МВД России.

### ВДГ-40
40-мм выстрел с дымовой гранатой ВДГ-40 «Нагар» — применяется для постановки дымовой завесы.

### ВОГ-25М

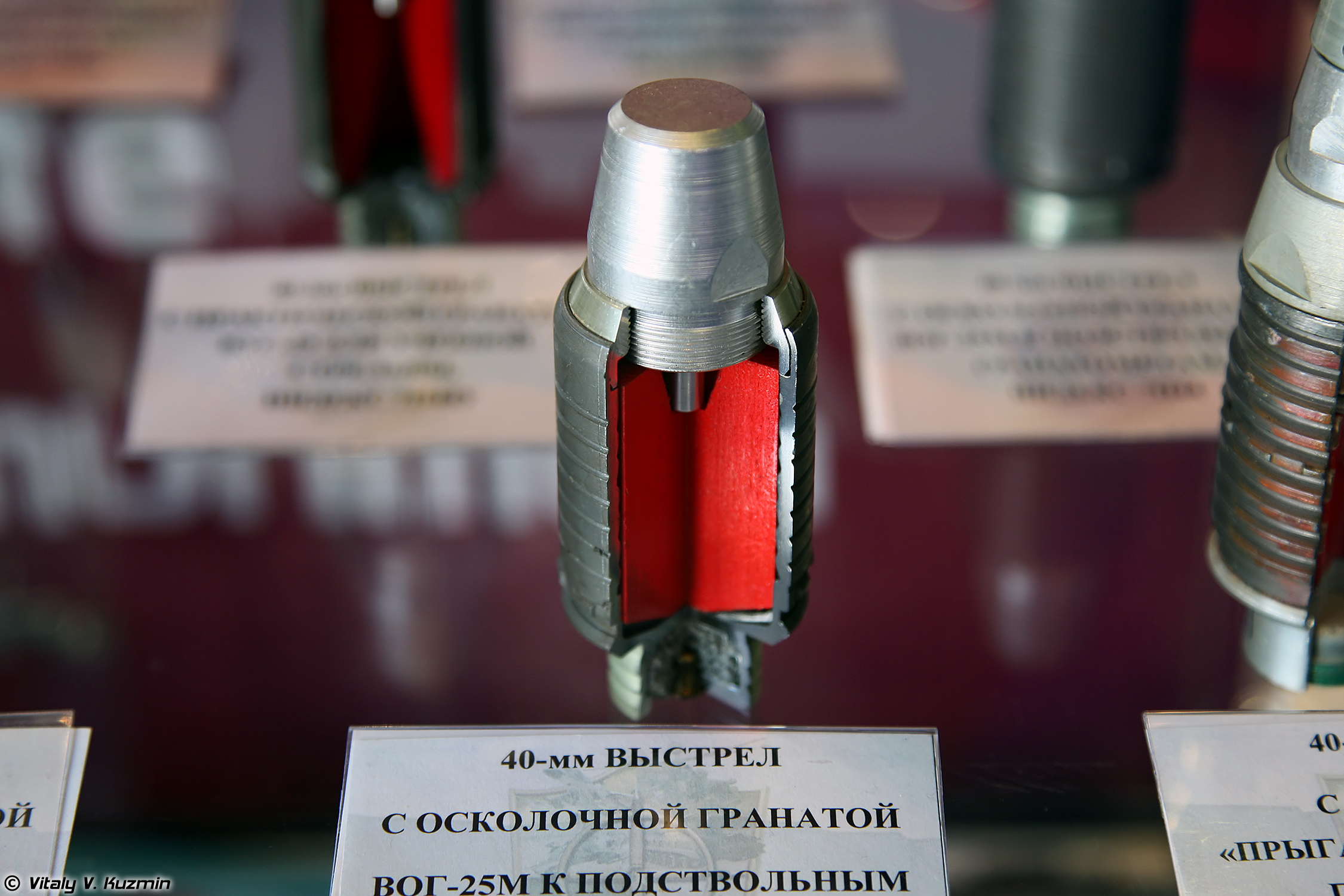
Макет ВОГ-25М в разрезе

Модернизированный вариант выстрела ВОГ-25 с осколочной гранатой, частично унифицирован с ВОГ-25ПМ. Разработан в начале 2000-х годов.

### ВОГ-25ПМ
Модернизированный вариант выстрела ВОГ-25П с «подпрыгивающей» осколочной гранатой, частично унифицирован с ВОГ-25М. Разработан в начале 2000-х годов.

### ВКО-25
40-мм кумулятивная граната для использования в подствольных гранатомётах стрелкового оружия, станковых гранатомётах и пусковых мортирках бронетехники. Позволяет поражать до 200 мм гомогенной брони или 400 мм бетона. Впервые показали на форуме «Армия-2019».

### АСЗ-40
40-мм выстрел акустического действия АСЗ-40 «Свирель». Светозвуковая граната нелетального действия служит для временного подавления психоволевой устойчивости живой силы противника. Состоит на вооружении МВД России.
В настоящее время имеет место тенденция к дальнейшему расширению типов боеприпасов. Так, на международной оружейной выставке «Defendory-2006» были представлены новые виды гранат:
- ВГ-40МД — выстрел с дымовой гранатой;
- ВГС-40-1 — выстрел с сигнальной гранатой (красный огонь);
- ВГС-40-2 — выстрел с сигнальной гранатой (зелёный огонь);
- ВГ-40И — выстрел с осветительной гранатой.

Однако нет сведений, что эти боеприпасы были приняты на вооружение или находятся в серийном производстве.